# Rodoljub Vulović

Rodoljub Vulović

Rodoljub Vulović (serbisch-kyrillisch Родољуб Вуловић; * 1. Mai 1955 in Popovi, zu Bijeljina, Jugoslawien), genannt Roki (Роки), ist ein bosnisch-herzegowinischer Liedermacher und Sänger des serbischen Folk-/Turbo-Folk. Bekanntheit erlangte er in Serbien und der Republika Srpska während des Bosnienkriegs (1992–1995) mit Kampfliedern für die Armee der Serben in Bosnien-Herzegowina, insbesondere der paramilitärischen Freischar Garda Panteri. Diese Lieder widmete Vulović unter anderem dem Kommandanten der Garda Panteri, dem mutmaßlichen Kriegsverbrecher Ljubiša „Mauzer“ Savić (Panteri und Mauzer), dem verurteilten Kriegsverbrecher Ratko Mladić (Generale, Generale) sowie weiteren serbischen Militärs und Einheiten.
Aufgrund dessen und seiner offen großserbischen Lieder (Republiko Srpska i Kninska Krajina / Narod je Htio), ist er als Künstler nicht unumstritten, auch wenn sich seine Werke nie direkt gegen Bosniaken und Kroaten richteten.

## Leben
Vulovićs Großvater stammt aus Montenegro. Sein Vater nahm am Zweiten Weltkrieg teil und wurde 1941 als Kriegsgefangener nach Deutschland gebracht und kehrte nach Ende des Krieges wieder heim.
Vulovićs musikalische Karriere begann im Jahr 1972, als er die Liebeslieder Kristina und Napustićeš me ti veröffentlichte. Im Jahr 1988 veröffentlichte er sein zweites Album Paša und gab Konzerte in mehreren Ländern der serbischen Diaspora in Westeuropa.
Während des Bosnienkrieges wurde die Innenstadt Bijeljinas komplett zerstört, während Vulovićs Haus in der Gavrilo-Princip-Straße ebenfalls beschädigt wurde. Vulović meldete sich freiwillig zum Kriegseinsatz und wurde Mitglied der 1. Semberska Brigada, der er das Album Semberski Junaci (Die Helden der Semberija) widmete. Alle Einnahmen wurden zu Gunsten verletzter Soldaten gespendet. Nach dem Erfolg seines ersten Albums trat Vulović der Garda Panteri („Garde Panther“) bei, einer paramilitärischen Eliteeinheit der bosnisch-serbischen Armee unter dem Kommando von Ljubiša Savić. Auf Initiative seines dortigen Befehlshabers Pero Čolić setzte er seine musikalische Karriere fort und veröffentlichte 1993 sein bisher bekanntestes Album Panteri. Dieses wirkte sich sehr positiv auf die Moral seiner Einheit aus.
Neben Savić (Panteri und Mauzer) und Mladić (Generale, Generale) besang Vulović in einigen seiner Lieder Freunde, Kameraden und andere Militärs, so Major Zoran Lopandić (Zorane, Zorane), Kommandant Kikor (Hej Kikore), Kommandant Vlado (Junaci iz 1. Semberske brigade), Kommandant Mirko (Mirko Vojvoda), Major Gavrilović (Gavrina brigada) und Pero Čolić (Pukovniče Čoliću). Das Album Crni Bombarder (Schwarzer Bomber) wurde 1995 veröffentlicht und war das letzte Kriegsalbum Vulovićs.
Nach dem Krieg nahm Vulović 1995 in Bijeljina eine Stelle an der Technischen Schule „Mikhailo Pupin“ an und wechselte später als Direktor zur Polytechnischen und Pharmazeutischen Schule. 2012 ging Vulović in den Ruhestand.
1997 nahm er das Album Zbog tebe („Wegen dir“) auf, das wieder Liebeslieder und Balladen enthält. Nach 16 Jahren sollte 2017 sein siebtes Album veröffentlicht werden, aber das Erscheinen wurde verschoben. Im Februar 2018 veröffentlichte er auf seinem offiziellen YouTube-Kanal die Single U srcu te čuvam („Ich behalte dich im Herzen“). Hier blieb er dem bekannten Stil seiner Kriegsalben treu, jedoch verfügt dieses neue Stück über eine deutlich erhöhte Produktionsqualität.
Seine Lieder wurden über das Internet verbreitet und machten ihn international bekannt.

## Politische Ansichten
Vulović äußerte im Jahr 2014 in einem Interview mit einem russischen Blogger seine politischen Ansichten.
Auf die Frage wer besser sei – Kroaten oder Bosniaken – sagte Vulović:

„Das kleinere Übel sind die Bosniaken. Wir haben viele Jahre mit ihnen zusammengelebt, sie sind im Allgemeinen nicht schlecht und harmlos, vorausgesetzt, jemand stiftet die Serben in ihnen nicht künstlich an. Darüber hinaus sind sie weniger entwickelt als die Kroaten, und dies verringert auch die Gefahr von ihnen. Kroaten sind die schlimmsten Menschen der Welt. Niemand brachte den Serben mehr Ärger als sie. Darüber hinaus sind sie größtenteils kulturelle und ethnische Mutanten – katholische Serben, und diese Minderwertigkeit gegenüber ihren Brüdern, die ihren väterlichen Glauben und ihre väterliche Kultur bewahrt haben, führt zu kontinuierlicher Aggressivität und Hass. Eine unangenehme Gemeinschaft von Menschen mit einem völlig falschen historischen Gedächtnis.“

Vulović sieht Griechen und Russen als beste Freunde der Serben an. Er bewertet die Tschetniks als auch die Partisanen trotz ihrer Verbrechen an der Zivilbevölkerung positiv und sieht diese als Helden des Zweiten Weltkrieges an.
Nach den Völkern Westeuropas gefragt äußerte Vulović:

„Ich kann nichts Gutes über sie sagen. Und über wen? Über die „Schwaben“ [Deutschen], die Serbien zweimal angriffen und die Kroaten zu ihren treuen und hirnlosen wütenden Hunden ausbildeten? Franzosen? Wussten Sie, dass die serbische Armee im Ersten Weltkrieg das Vaterland verließ und nach Korfu ging, auch wegen der Franzosen und ihrer „Hilfe“? Im entscheidenden Moment schickten sie der serbischen Armee solche Granaten, die für die Waffen, die wir hatten, nicht geeignet waren.“

Vulović äußerte über den jugoslawischen Diktator Josip Broz Tito:

„Uns wurde immer Liebe und Respekt für ihn eingeflößt. Und im Allgemeinen war die Einstellung zu ihm so. Sie haben nach den Kroaten gefragt. Hier war „Genosse Tito“ einer der besten Vertreter dieses Volkes. Aber er war immer noch ein Kroate, und das muss immer berücksichtigt werden. Er vertraute den Serben nicht und versuchte uns zu schwächen. Er nahm die Küste von Serbien und übergab sie seinem Kroatien. Dies ist eine katastrophale Entscheidung – jetzt haben wir keinen Zugang zum Meer, und ein bedeutender Teil der kroatischen Küste besteht nur aus künstlich zugewiesenen Gebieten … Obwohl er natürlich ein großartiger Mann war!“

Zur Herrschaft Wladimir Putins und der völkerrechtswidrigen Annexion der Krim durch Russland sagte Vulović:

„Jetzt wird Russland wiedergeboren, und dies ist ein großes Verdienst Putins, der vielleicht nicht aus der Nähe sichtbar ist, aber in Zukunft offensichtlich wird – auch wegen der Lügen und des Hasses, die unsere gemeinsamen „Freunde“ ihm entgegenbringen. […] Putin war großartig, als er die Halbinsel zurückeroberte. Entscheidend, verifiziert, hart: Sie können nehmen, was Ihnen gehört – nehmen Sie es. Mir hat gefallen, dass er den Schreien aus dem Westen keine Beachtung geschenkt hat.“

Vulović ist Gegner des EU-Beitritts Serbiens und ist der Ansicht, dass sowohl Boris Tadić als auch Tomislav Nikolić nicht die Meinung des Volkes respektieren.
Vulović träumt davon, eines Tages Russland besuchen zu können.
Nach Vulovićs Ansicht seien während der 1990er Jahre seine Anträge auf ein Einreisevisum in die Vereinigten Staaten mehrfach abgelehnt worden, weil er ein Sänger von revolutionären sowie Anti-NATO-Liedern sei.

## Familie
Vulovićs Frau Jelica ist Philologin und hat mehrere Lieder zusammen mit ihrem Mann geschrieben. Sie ordnet die Lieder ihres Mannes wie folgt ein:

„Seit der Besetzung Serbiens durch die Türken wurde uns in der folgenden Geschichte ein Fluch ausgesprochen: Die Serben werden immer in Feindschaft miteinander sein. So war es während des ersten Aufstands – des Todes des Schwarzen Georgs, im Ersten Weltkrieg [es gab viele Serben in der österreichisch-ungarischen Armee], im Zweiten Weltkrieg – Partisanen und Tschetniks. Und nur im defensiven Vaterländischen Krieg von 1992 bis 1995 verlor der alte Fluch seine Macht: Dann erhoben sich alle – sowohl Monarchisten als auch Kommunisten – zusammen, um die Existenz ihres ewigen und langmütigen Volkes zu verteidigen, und kämpften tapfer Schulter an Schulter. Rodoljub und ich haben diese Transformation unseres geteilten Volkes in ein einziges gespürt, das den nationalen Interessen und dem Bewusstsein für eine gemeinsame Zukunft untergeordnet ist. Die Lieder von Rodoljub, die den Geist unserer Soldaten stärkten, dienten der heiligen Einheit.“

Vulović hat zwei Kinder, einen Sohn und eine Tochter. Er spricht fließend Französisch und Italienisch und verfügt über relativ gute Deutschkenntnisse.

## Diskografie

### Alben
- 1988: Paša
- 1992: Semberski junaci (Die Helden der Semberija)
- 1993: Panteri (Die Panther)
- 1994: Junaci Kozarski (Die Helden der Kozara)
- 1995: Crni Bombarder (Schwarzer Bomber)
- 1997: Zbog tebe (Wegen dir)
- 2001: Otadžbini na dar (Dem Vaterland zum Geschenk)

### Singles (Auswahl)
- 1972: Kristina
- 1992: Panteri Mauzer
- 1994: Crni Bombarder
- 1995: Srpska garda
- 1995: Generale generale
- 2018: U srcu te čuvam (Ich behalte dich im Herzen)
- 2020: Ne Placi
- 2022: Majevica